# Sportverein Eintracht Trier 05 2005-2006
Questa voce raccoglie le informazioni riguardanti lo Sportverein Eintracht Trier 05 nelle competizioni ufficiali della stagione 2005-2006.

## Stagione
Nella stagione 2005-2006 l'Eintracht Trier, allenato da Michael Prus e Eugen Hach, concluse il campionato di Regionalliga sud al 16º posto e fu retrocesso in Oberliga. In Coppa di Germania l'Eintracht Trier fu eliminato al primo turno dal Kaiserslautern.

## Rosa
| N. |                     | Ruolo | Calciatore          |
| -- | ------------------- | ----- | ------------------- |
| 1  | Croazia (bandiera)  | P     | Dario Krešić        |
| 3  | Germania (bandiera) | D     | Alexander Adrian    |
| 4  | Germania (bandiera) | A     | Angelo Donato       |
| 5  | Germania (bandiera) | C     | Markus Lösch        |
| 6  | Germania (bandiera) | D     | Harry Koch          |
| 7  | Germania (bandiera) | C     | Michael Falkenmayer |
| 8  | Germania (bandiera) | C     | Daniel Bauer        |
| 9  | Tunisia (bandiera)  | A     | Najeh Braham        |
| 10 | Serbia (bandiera)   | D     | Milan Drageljevic   |
| 13 | Francia (bandiera)  | C     | Samir Louadj        |
| 14 | Giappone (bandiera) | D     | Nobutaka Suzuki     |
| 15 | Germania (bandiera) | C     | Sebastian Becker    |
| 16 | Germania (bandiera) | P     | Daniel Ischdonat    |
| 17 | Germania (bandiera) | C     | Gustav Schulz       |

| N. |                                 | Ruolo | Calciatore        |
| -- | ------------------------------- | ----- | ----------------- |
| 19 | Germania (bandiera)             | D     | Michael Dingels   |
| 20 | Bosnia ed Erzegovina (bandiera) | D     | Miodrag Latinovic |
| 21 | Germania (bandiera)             | P     | Enrico Keller     |
| 22 | Germania (bandiera)             | A     | Deniz Kacan       |
| 23 | Germania (bandiera)             | D     | David Thieser     |
| 25 | Germania (bandiera)             | A     | Holger Lemke      |
| 30 | Germania (bandiera)             | C     | Sebastian Zimmer  |
| 32 | Germania (bandiera)             | A     | Christian Schmid  |
| 34 | Ghana (bandiera)                | D     | Edwin Bediako     |
| 36 | Germania (bandiera)             | D     | Christian Stuff   |
| 37 | Germania (bandiera)             | C     | Dominik Groß      |
| 38 | Germania (bandiera)             | A     | Vitus Nagorny     |
| 39 | Australia (bandiera)            | A     | Peter Buljan      |
| 43 | Germania (bandiera)             | C     | Heiko Weber       |

## Organigramma societario
Area tecnica
- Allenatore: Eugen Hach
- Allenatore in seconda:
- Preparatore dei portieri: Manfred Petz, Jürgen Roth-Lebenstedt
- Preparatori atletici:
- Analisi video:

## Calciomercato

### Sessione estiva
| Acquisti | Acquisti            | Acquisti              | Acquisti |
| R.       | Nome                | da                    | Modalità |
| -------- | ------------------- | --------------------- | -------- |
| D        | Miodrag Latinovic   | Paderborn             |          |
| A        | Najeh Braham        | Rot-Weiß Erfurt       |          |
| D        | Michael Dingels     | Eintracht Treviri U19 |          |
| A        | Angelo Donato       | Elversberg            |          |
| C        | Michael Falkenmayer | Magonza               |          |
| A        | Deniz Kacan         | Werder Brema II       |          |
| C        | Markus Lösch        | Fortuna Düsseldorf    |          |
| D        | Nobutaka Suzuki     | Saarbrücken II        |          |

| Cessioni | Cessioni         | Cessioni          | Cessioni |
| R.       | Nome             | a                 | Modalità |
| -------- | ---------------- | ----------------- | -------- |
| D        | Tom Schnell      | RU Luxembourg     |          |
| D        | Igor Budiša      | Šinnik            |          |
| C        | Matthias Keller  | Hoffenheim        |          |
| C        | Zoran Mamić      | Dinamo Zagabria   |          |
| A        | Marijo Marić     | Unterhaching      |          |
| A        | Nico Patschinski | LR Ahlen          |          |
| C        | Milorad Peković  | Magonza           |          |
| D        | Sebastian Pelzer | Saarbrücken       |          |
| C        | Catalin Racanel  | LR Ahlen          |          |
| A        | Sebastian Radtke | RW Oberhausen     |          |
| D        | Thomas Reis      | Waldhof Mannheim  |          |
| C        | Davit Siradze    | Lokomotiv Tbilisi |          |

### Sessione invernale
| Acquisti | Acquisti         | Acquisti       | Acquisti |
| R.       | Nome             | da             | Modalità |
| -------- | ---------------- | -------------- | -------- |
| A        | Vitus Nagorny    | Erzgebirge Aue |          |
| D        | Edwin Bediako    | GFC Düren      |          |
| A        | Peter Buljan     | Saarbrücken    |          |
| C        | Dominik Groß     | Elversberg     |          |
| A        | Christian Schmid | Monaco 1860 II |          |
| D        | Christian Stuff  | Saarbrücken    |          |

| Cessioni | Cessioni      | Cessioni          | Cessioni |
| R.       | Nome          | a                 | Modalità |
| -------- | ------------- | ----------------- | -------- |
| C        | Jens Robben   | RW Oberhausen     |          |
| A        | Michael Fleck | FC Kutzhof        |          |
| D        | Stefan Fleck  | FC Kutzhof        |          |
| A        | Thomas Klasen | Kaiserslautern II |          |

## Risultati

### Regionalliga

#### Girone di andata
| Arbitro: | Fleischer |

|                                   |           |                 |
| Akçay 44’ Mesic 52’ Schlabach 60’ | Marcatori | 39’, 89’ Klasen |

| Arbitro: | Brych |

|  |           |                                      |
|  | Marcatori | 41’ Blessin 54’ Cescutti 81’ Senesie |

| Arbitro: | Dingert |

|                                          |           |                 |
| Birk 10’ (rig.) Pfuderer 14’ Haffner 55’ | Marcatori | 39’, 86’ Klasen |

| Arbitro: | Schmidt |

|  |           |                                  |
|  | Marcatori | 48’ Džaka 56’ Richter 90’ Nessos |

| Arbitro: | Kircher |

|                |           |                            |
| Römer 16’, 37’ | Marcatori | 50’, 88’ Braham 86’ Klasen |

| Arbitro: | Kristek |

|            |           |            |
| Braham 74’ | Marcatori | 38’ Méndez |

| Arbitro: | Hartmann |

|                      |           |           |
| Keskin 17’ Dione 87’ | Marcatori | 16’ Fleck |

| Arbitro: | Schlutius |

|                       |           |                     |
| Braham 45’ Donato 50’ | Marcatori | 9’ Adler 74’ Schmid |

| Arbitro: | Bauer |

|                                    |           |                      |
| Nehrig 14’, 36’ Rathgeb 61’ (rig.) | Marcatori | 77’ Louadj 81’ Fleck |

| Arbitro: | Blos |

|                       |           |            |
| Donato 74’ Braham 90’ | Marcatori | 47’ Müller |

| Kaiserslautern 16 ottobre 2005, ore 15:00 CEST 11ª giornata | Kaiserslautern II | 0 – 0 referto | Eintracht Treviri | Fritz-Walter-Stadion - Platz 4 (1 200 spett.)\| Arbitro: \| Fischer \| |
| Arbitro:                                                    | Fischer           |               |                   |                                                                        |

| Arbitro: | Greth |

|                 |           |                                                             |
| Braham 42’, 56’ | Marcatori | 4’ Beierle 7’, 87’ Iličević 12’ Cenci 36’ Leitl 76’ Beigang |

| Arbitro: | Hagen |

|  |           |                                      |
|  | Marcatori | 17’, 72’ Kern 44’ Mbwando 59’ Schmid |

| Arbitro: | Kunsleben |

|                      |           |           |
| Nicu 47’ Diakité 75’ | Marcatori | 1’ Braham |

| Arbitro: | Winkmann |

|                                              |           |                              |
| Drageljevic 40’ Schulz 56’ Donato 72’ (rig.) | Marcatori | 24’ Khalil 32’ (rig.) Christ |

| Arbitro: | Aytekin |

|  |           |           |
|  | Marcatori | 7’ Schulz |

| Arbitro: | Schumacher |

|  |           |                |
|  | Marcatori | 58’ Maierhofer |

#### Girone di ritorno
| Arbitro: | Stachowiak |

|          |           |              |
| Koch 47’ | Marcatori | 82’ Akwuegbu |

| Arbitro: | Leicher |

|                            |           |           |
| Reule 11’, 72’ Blessin 89’ | Marcatori | 66’ Lemke |

| Arbitro: | Dingert |

|                  |           |  |
| Nagorny 36’, 59’ | Marcatori |  |

| Arbitro: | Wagner |

|                        |           |            |
| Keïta 50’ Guščinas 51’ | Marcatori | 10’ Donato |

| Arbitro: | Kampka |

|            |           |           |
| Becker 38’ | Marcatori | 11’ Costa |

| Arbitro: | Schalk |

|                         |           |                   |
| Rushiti 51’ Wiesner 80’ | Marcatori | 18’ (rig.) Donato |

| Arbitro: | Schiffner |

|            |           |  |
| Braham 34’ | Marcatori |  |

| Arbitro: | Wenkel |

|  |           |            |
|  | Marcatori | 23’ Braham |

| Arbitro: | Fischer |

|            |           |          |
| Braham 56’ | Marcatori | 29’ Galm |

| Arbitro: | Blos |

|          |           |  |
| Barg 28’ | Marcatori |  |

| Arbitro: | Palilla |

|                  |           |          |
| Nagorny 21’, 37’ | Marcatori | 90’ Bohl |

| Arbitro: | Sippel |

|              |           |  |
| Iličević 73’ | Marcatori |  |

| Arbitro: | Brombacher |

|                       |           |                       |
| Schmid 59’ Tiganj 86’ | Marcatori | 66’ Donato 84’ Braham |

| Arbitro: | Aytekin |

|               |           |                     |
| Latinovic 70’ | Marcatori | 21’ Nicu 78’ Zinnow |

| Arbitro: | Hagen |

|                |           |            |
| Hillebrand 21’ | Marcatori | 57’ Schulz |

| Arbitro: | Stark |

|                       |           |           |
| Becker 11’ Buljan 67’ | Marcatori | 46’ Lucic |

| Arbitro: | Schiffner |

|              |           |                   |
| Sikorski 78’ | Marcatori | 81’ (rig.) Donato |

### Coppa di Germania
| Arbitro: | Kinhöfer |

|  |           |                                   |
|  | Marcatori | 10’ Pletsch 22’ Jancker 57’ Zandi |

## Statistiche

### Statistiche di squadra
| Competizione      | Punti | In casa | In casa | In casa | In casa | In casa | In casa | In trasferta | In trasferta | In trasferta | In trasferta | In trasferta | In trasferta | Totale | Totale | Totale | Totale | Totale | Totale | DR  |
| Competizione      | Punti | G       | V       | N       | P       | Gf      | Gs      | G            | V            | N            | P            | Gf           | Gs           | G      | V      | N      | P      | Gf     | Gs     | DR  |
| ----------------- | ----- | ------- | ------- | ------- | ------- | ------- | ------- | ------------ | ------------ | ------------ | ------------ | ------------ | ------------ | ------ | ------ | ------ | ------ | ------ | ------ | --- |
| Regionalliga sud  | 36    | 17      | 6       | 5       | 6       | 21      | 30      | 17           | 3            | 4            | 10           | 20           | 28           | 34     | 9      | 9      | 16     | 41     | 58     | -17 |
| Coppa di Germania | -     | 1       | 0       | 0       | 1       | 0       | 3       | 0            | 0            | 0            | 0            | 0            | 0            | 1      | 0      | 0      | 1      | 0      | 3      | -3  |
| Totale            | 36    | 18      | 6       | 5       | 7       | 21      | 33      | 17           | 3            | 4            | 10           | 20           | 28           | 35     | 9      | 9      | 17     | 41     | 61     | -20 |

### Andamento in campionato
| Giornata  | 1  | 2  | 3  | 4  | 5  | 6  | 7  | 8  | 9  | 10 | 11 | 12 | 13 | 14 | 15 | 16 | 17 | 18 | 19 | 20 | 21 | 22 | 23 | 24 | 25 | 26 | 27 | 28 | 29 | 30 | 31 | 32 | 33 | 34 |
| --------- | -- | -- | -- | -- | -- | -- | -- | -- | -- | -- | -- | -- | -- | -- | -- | -- | -- | -- | -- | -- | -- | -- | -- | -- | -- | -- | -- | -- | -- | -- | -- | -- | -- | -- |
| Luogo     | T  | C  | T  | C  | T  | C  | T  | C  | T  | C  | T  | C  | C  | T  | C  | T  | C  | C  | T  | C  | T  | C  | T  | C  | T  | C  | T  | C  | T  | T  | C  | T  | C  | T  |
| Risultato | P  | P  | P  | P  | V  | N  | P  | N  | P  | V  | N  | P  | P  | P  | V  | V  | P  | N  | P  | V  | P  | N  | P  | V  | V  | N  | P  | V  | P  | N  | P  | N  | V  | N  |
| Posizione | 13 | 17 | 17 | 18 | 16 | 15 | 16 | 16 | 17 | 16 | 15 | 17 | 17 | 17 | 17 | 16 | 17 | 17 | 17 | 17 | 17 | 17 | 17 | 17 | 16 | 16 | 16 | 16 | 17 | 17 | 17 | 16 | 16 | 16 |

Legenda:

Luogo: C = Casa; T = Trasferta. Risultato: V = Vittoria; N = Pareggio; P = Sconfitta.

### Statistiche dei giocatori
| Giocatore      | Regionalliga sud | Regionalliga sud | Regionalliga sud | Regionalliga sud | Coppa di Germania | Coppa di Germania | Coppa di Germania | Coppa di Germania | Totale   | Totale | Totale      | Totale     |
| Giocatore      | Presenze         | Reti             | Ammonizioni      | Espulsioni       | Presenze          | Reti              | Ammonizioni       | Espulsioni        | Presenze | Reti   | Ammonizioni | Espulsioni |
| -------------- | ---------------- | ---------------- | ---------------- | ---------------- | ----------------- | ----------------- | ----------------- | ----------------- | -------- | ------ | ----------- | ---------- |
| A. Adrian      | 15               | 0                | 1                | 0                | 1                 | 0                 | 0                 | 0                 | 16       | 0      | 1           | 0          |
| D. Bauer       | 10               | 0                | 2                | 1                | 1                 | 0                 | 0                 | 0                 | 11       | 0      | 2           | 1          |
| S. Becker      | 30               | 2                | 9                | 0                | 1                 | 0                 | 0                 | 0                 | 31       | 2      | 9           | 0          |
| E. Bediako     | 15               | 0                | 2                | 0                | 0                 | 0                 | 0                 | 0                 | 15       | 0      | 2           | 0          |
| N. Braham      | 24               | 12               | 7                | 2                | 1                 | 0                 | 1                 | 0                 | 25       | 12     | 8           | 2          |
| P. Buljan      | 7                | 1                | 0                | 0                | 0                 | 0                 | 0                 | 0                 | 7        | 1      | 0           | 0          |
| M. Dingels     | 10               | 0                | 2                | 0                | 0                 | 0                 | 0                 | 0                 | 10       | 0      | 2           | 0          |
| A. Donato      | 33               | 7                | 3                | 0                | 1                 | 0                 | 0                 | 0                 | 34       | 7      | 3           | 0          |
| M. Drageljevic | 11               | 1                | 4                | 1                | 0                 | 0                 | 0                 | 0                 | 11       | 1      | 4           | 1          |
| M. Falkenmayer | 5                | 0                | 1                | 0                | 1                 | 0                 | 0                 | 0                 | 6        | 0      | 1           | 0          |
| M. Fleck       | 12               | 1                | 1                | 0                | 0                 | 0                 | 0                 | 0                 | 12       | 1      | 1           | 0          |
| S. Fleck       | 5                | 1                | 1                | 0                | 0                 | 0                 | 0                 | 0                 | 5        | 1      | 1           | 0          |
| D. Groß        | 11               | 0                | 2                | 2                | 0                 | 0                 | 0                 | 0                 | 11       | 0      | 2           | 2          |
| D. Ischdonat   | 15               | 0                | 1                | 0                | 1                 | 0                 | 0                 | 0                 | 16       | 0      | 1           | 0          |
| D. Kacan       | 15               | 0                | 3                | 2                | 1                 | 0                 | 0                 | 0                 | 16       | 0      | 3           | 2          |
| E. Keller      | 1                | 0                | 0                | 0                | 0                 | 0                 | 0                 | 0                 | 1        | 0      | 0           | 0          |
| T. Klasen      | 15               | 5                | 5                | 0                | 1                 | 0                 | 0                 | 0                 | 16       | 5      | 5           | 0          |
| H. Koch        | 26               | 1                | 7                | 0                | 1                 | 0                 | 0                 | 0                 | 27       | 1      | 7           | 0          |
| D. Krešić      | 18               | 0                | 2                | 0                | 0                 | 0                 | 0                 | 0                 | 18       | 0      | 2           | 0          |
| M. Latinovic   | 28               | 1                | 6                | 1                | 0                 | 0                 | 0                 | 0                 | 28       | 1      | 6           | 1          |
| H. Lemke       | 10               | 1                | 0                | 0                | 0                 | 0                 | 0                 | 0                 | 10       | 1      | 0           | 0          |
| S. Louadj      | 16               | 1                | 1                | 0                | 1                 | 0                 | 0                 | 0                 | 17       | 1      | 1           | 0          |
| M. Lösch       | 29               | 0                | 7                | 1                | 1                 | 0                 | 0                 | 0                 | 30       | 0      | 7           | 1          |
| V. Nagorny     | 12               | 4                | 2                | 0                | 0                 | 0                 | 0                 | 0                 | 12       | 4      | 2           | 0          |
| J. Robben      | 5                | 0                | 0                | 0                | 0                 | 0                 | 0                 | 0                 | 5        | 0      | 0           | 0          |
| C. Schmid      | 12               | 0                | 0                | 0                | 0                 | 0                 | 0                 | 0                 | 12       | 0      | 0           | 0          |
| G. Schulz      | 23               | 3                | 2                | 0                | 1                 | 0                 | 0                 | 0                 | 24       | 3      | 2           | 0          |
| C. Stuff       | 14               | 0                | 2                | 0                | 0                 | 0                 | 0                 | 0                 | 14       | 0      | 2           | 0          |
| N. Suzuki      | 29               | 0                | 3                | 1                | 0                 | 0                 | 0                 | 0                 | 29       | 0      | 3           | 1          |
| D. Thieser     | 10               | 0                | 0                | 0                | 1                 | 0                 | 1                 | 0                 | 11       | 0      | 1           | 0          |
| H. Weber       | 2                | 0                | 0                | 0                | 0                 | 0                 | 0                 | 0                 | 2        | 0      | 0           | 0          |
| S. Zimmer      | 2                | 0                | 0                | 0                | 0                 | 0                 | 0                 | 0                 | 2        | 0      | 0           | 0          |